# Вале Пратезе (Изернија)
Вале Пратезе је насеље у Италији у округу Изернија, региону Молизе.
Према процени из 2011. у насељу је живело 40 становника. Насеље се налази на надморској висини од 277 м.